# Иордан Саксонский
Иордан Саксонский (нем. Jordan von Sachsen, лат. Iordanus de Saxonia); ок. 1190 года — 1237 год — католический блаженный, второй генеральный магистр ордена проповедников (доминиканцы) после Святого Доминика.

## Биография
Иордан Саксонский происходил из знатной саксонской дворянской семьи графов Эберштайна. Был студентом в Париже, когда познакомился со Святым Домиником и другими представителями недавно образованного Ордена Проповедников. Идеи доминиканцев увлекли Иордана и в 1220 году он присоединился к ордену. Через год он уже был назначен провинциалом Ломбардии.
В 1222 году после смерти основателя ордена, Святого Доминика де Гусмана, Иордан Саксонский был избран новым главой ордена. Старался продолжать политику основателя, особое внимание уделял внутриорденской дисциплине. За 15 лет его руководства доминиканцами число монастырей молодого ордена выросло до 300, а число провинций с 8 до 12.
Много путешествовал, читал лекции и проповедовал в университетских городах, благодаря ему большое число профессоров и студентов присоединилось к доминиканцам, среди них был и знаменитый философ и учёный Альберт Великий. Иордан Саксонский участвовал в основании Тулузского университета. Завоевал славу выдающегося проповедника и оратора. Современники отмечали его добрый характер, личное обаяние и отличное чувство юмора.
Иордан Саксонский — автор «Книжицы о началах Ордена Проповедников» (лат. Libellus de principiis Ordinis Praedicatorum). Этот историко-агиографический трактат, написанный на латыни, является как первой биографией Святого Доминика, так и важным трудом по ранней истории доминиканского ордена.
Иордан погиб в 1237 году в кораблекрушении около берегов Сирии, когда он возвращался из паломничества в Святую Землю. Похоронен в доминиканской церкви города Акко (современный Израиль).

## Почитание
Иордан Саксонский почитается как покровитель доминиканских призваний. В 1825 году папа Лев XII провозгласил его блаженным, фактически это не было беатификацией как таковой, а подтверждением уже существовавшего в Церкви почитания. День памяти — 13 февраля.